# Pacific Storm
Pacific Storm est un jeu vidéo de stratégie en temps réel avec des phases de simulateur de vol développé par Lesta Studio et sorti en 2006 sur PC.

## Accueil
| Pacific Storm         |      |       |
| Média                 | Pays | Notes |
| GameSpot              | US   | 54 %  |
| IGN                   | US   | 80 %  |
| Jeuxvideo.com         | FR   | 12/20 |
| Compilations de notes |      |       |
| Metacritic            | US   | 67 %  |